# 山口県桜ケ丘高等学校・晃英館中学校
山口県桜ケ丘高等学校・晃英館中学校（やまぐちけんさくらがおかこうとうがっこう・こうえいかん ちゅうがっこう）は、山口県周南市公園区にある私立高等学校・中学校。設置者は学校法人山口県桜ケ丘学園。

## 概要
晃英館中学校は中高一貫教育を前提とした生徒受け入れを行っている。2005年（平成17年）に設置、2009年（平成21年）名称変更。6年一貫のカリキュラム編成や制服のデザインなどの面において、既存の高等部との差異化に取り組んでおり、在校生全員に対して、英検、数検、漢検といった技能検定の受験を義務付けるなど、大学進学を意識した教育を行っている。中学部の生徒が他高校を受験する場合は、もし落ちた時にこの学校を滑り止めとすることは出来ない。

## 沿革
- 1940年 - 山口県桜ケ丘高等女学校として開校。
- 1947年 - 桜ケ丘女子学院に改称、新制中学校を併設。
- 1948年 - 山口県桜ケ丘高等学校に移行、桜ケ丘女子学院を廃止。
- 1950年 - 中学校募集停止。
- 2005年 - 中高一貫教育を開始し、山口県桜ケ丘中学校を開校（中学校の復活）。従来の高校入学コースも存置。
- 2008年 - 普通科アーティストコースを設置。
- 2009年 - 山口県桜ケ丘中学校を晃英館中学校に改称、桜ケ丘高校の中高一貫部を晃英館コースに名称変更。

## 高等学校

### 設置学科
- 普通科
  - 特進コース
  - 進学コース
  - キャリアコース
  - アーティストコース
  - 晃英館コース
- 商業科
- 電気科

## 同窓会
- 桜雲会（おううんかい）の名称で活動。会長金岡雅浩。2010年8月15日には「創立70周年記念・桜ケ丘オール同窓会」を遠石会館（周南市遠石）で盛大に開いた。

## 著名な卒業生
高校
- 大田良充（元熊毛町長）
- 大中元気（ボクシング選手）
- 金子功（服飾デザイナー）
- 川口正（元競輪選手、元横浜大洋ホエールズ・横浜ベイスターズ内野手）
- 河村健一郎（元阪急ブレーブス捕手）
- 山本久夫（元東映フライヤーズ、中日ドラゴンズ内野手）
- 木本茂美（元広島東洋カープ捕手）
- 長州力（プロレスラー、ミュンヘンオリンピックレスリング韓国代表、本名・郭光雄（吉田光雄））
- 道原裕幸（元広島東洋カープ捕手）
- 長谷川忠男（前山口県議会議員、前自民党山口県連幹事長、元学校法人山口県桜ケ丘学園理事長）
- 藤井正彦（元新南陽市長、元新南陽市議会議長）
- 喜多川2tom（俳優、スタントマン）

## 交通アクセス
JR山陽本線徳山駅下車、徒歩20分。または同駅下車、防長バスにて「徳山動物園前」または「桜ヶ丘高校前」下車。